# SHIHO (ファッションモデル)
SHIHO（しほ、1976年6月6日 -  ）は、日本の女性ファッションモデル。滋賀県草津市出身。サトルジャパン、スターダストプロモーションを経てshiho&styleに所属。
2014年頃より、矢野 志保（やの しほ、朝: 야노 시호）名義で韓国でも活動中。格闘家の秋山成勲は夫である。1女の母。

## 略歴
草津市立山田小学校、草津市立松原中学校卒業。
幼少期から手足が長く細身で、高校へ進学後すぐに母親から「将来はモデルにでもなったら」と勧められ、『サトルジャパン』のモデルに応募した。16歳から同事務所に所属し、17歳でモデルデビュー。ほどなく雑誌『プチセブン』で初めてレギュラーモデルを務める。撮影では、すでに活動していた神田うのとともに務めた。
当初は仕事のたびに滋賀県から出向いていたが、本格的にモデルとして活動することを決心し、高校3年次に、滋賀県立草津東高等学校から東京都立玉川高等学校へ転入し、卒業する。玉川高校で同級のほしのあきは、『プチセブン』編集部へ行くSHIHOに同行してスカウトされて『プチセブン』のモデルになった。
- 2002年
  - 9月6日に自著の絵本『ALL HAPPEN IS GOOD!』を発売。
  - 11月29日に初の写真集『model;Shiho』を発売。
- 2003年
  - 9月に女性誌『an・an』の1391号でセミヌードを披露。
  - 10月からTOKYO FMの週末枠でラジオ番組『SHIHOのNISSANナチュラル・パレット』を始める。
- 2005年
  - adidas と日本人モデルとして初のアンバサダー契約を結ぶ。またサッポロビール「ドラフトワン」花王「ビオレ」、ヤマト運輸、ワコールのCMに採用され、映画『ヘイフラワーとキルトシュー』の翻訳監修を務めた。
- 2008年
  - NHK「トップランナー」で箭内道彦とともに司会に抜擢される。
- 2009年
  - 総合格闘家の秋山成勲と入籍。「一緒にいて安心でき、いつでもどんな時も私が私らしくいられる人です。」と語った。
- 2011年
  - 10月24日に女児を出産して2ヶ月後に体重を10キログラムの減量に成功し、その際に用いたエクササイズを著した『トリニティスリム“全身やせ”ストレッチ』は発売約2ヶ月で12万部を売り上げた。
- 2014年
  - 日本のみならず韓国でも活動を開始。KBS 「Return of Superman」に家族で出演。娘のチュ・サランこと秋山紗蘭が子役として韓国でブレイク。
- 2017年
  - SBS局にてモンゴル生活を体験するリアリティ番組「チュブリ家が来た」に家族で出演。
- 2018年1月19日 - フジテレビ「ダウンタウンなう」にゲスト出演した際に叱らない子育て論を披露。あまりにも放任であると批判された。（ママ友の東尾理子と旅行中、新幹線で娘が他人の座席に行き、その人の携帯電話で勝手に遊びだしたというエピソードを披露。気付いた東尾がその乗客に謝って娘を座席に戻したが、SHIHOは知らん顔。東尾は「もうちょっと娘のことを怒ってあげたほうがいいのでは？」と指摘した。さらに娘がハンバーガーのレタスを投げても、SHIHOは叱らなかったとマネジャーが暴露。彼女の言い分では「（投げたのではなく）外しただけ。食べたくないものは食べなくていい」と言う。このエピソードを面白い話として話すことに呆れた視聴者からブーイングが殺到、日本だけではなく、韓国からも「常軌を逸している」「子育てではない」とブーイングが上がった。）

ELLEオンラインにて ”My Life Theory”を連載中。日本、韓国を中心にモデルとして活動している。
2019年現在は集英社より毎月7日発売のアラフォー向け女性雑誌「Marisol」で表紙を飾っている。

## 作品

### 映像作品

#### DVD
- model;Shiho（2003年、ソニー・マガジンズ）
- model;SHIHO Island Days（2004年、ポニーキャニオン）

## 出演

### CM・広告
| 商品(または起用形態)         | 出稿元                         | 始期        | 終期       | 備考           |
| ---------------------------- | ------------------------------ | ----------- | ---------- | -------------- |
| ミルミル                     | ヤクルト                       | 1995年3月   | 1996年2月  | 武田鉄矢と共演 |
| 薬用APホワイト               | サンスター                     | 1996年      | 1997年     |                |
| ぷよぷよ通                   | コンパイル                     | 1996年      |            |                |
| アロエヨーグルト             | 森永乳業                       | 1998年5月   | 2000年4月  |                |
| ソフィ アクティブスリム      | ユニ・チャーム                 | 1999年4月   | 2000年4月  |                |
| MORE                         | 集英社                         | 2000年2月   |            |                |
| キャンペーン                 | 名古屋三越                     | 2000年3月   |            |                |
| イメージキャラ               | アテニア化粧品                 | 2000年5月   | 2003年10月 |                |
| オーストラリアキャンペーン   | 日本航空                       | 2001年10月  |            |                |
| クリスマスキャンペーン       | ヴァンドーム青山               | 2001年11月  | 2001年12月 |                |
| 写メール                     | J-PHONE                        | 2002年4月   | 2003年3月  |                |
| カプチーノ&カフェラテ        | ネスカフェ                     | 2003年1月   |            |                |
|                              | ヒューマングループ             | 2003年12月  |            |                |
|                              | ビオテルム                     | 2004年1月   |            |                |
|                              | サマンサタバサ                 | 2004年4月   |            |                |
| Baby-G                       | CASIO                          | 2004年4月   | 2005年3月  |                |
| N-Liveキャンペーン           | ネクソン                       | 2004年7月   | 2004年12月 |                |
| ワンデーアキュビュー・カラー | ジョンソン・エンド・ジョンソン | 2004年10月  |            |                |
| ドラフトワン                 | サッポロビール                 | 2005年1月   | 2005年12月 |                |
|                              | コントレックス                 | 2005年3月   |            |                |
| クロネコヤマト               | ヤマト運輸                     | 2005年7月   |            |                |
| エマール                     | 花王                           | 2005年9月   |            |                |
|                              | アディダス                     | 2005年11月  |            |                |
| wing                         | ワコール                       | 2005年11月  |            |                |
| ビオレ                       | 花王                           | 2006年2月   |            |                |
| 定額プラン                   | ウィルコム                     | 2006年12月? |            |                |
| エマール                     | 花王                           | 2007年7月   |            |                |
| 大塚製薬                     | ソイッシュ                     | 2012年      |            |                |
| Reebok                       | ABCマート                      | 2013年      |            |                |
| 天使のブラ                   | トリンプ                       | 2013年      |            |                |
| トリムイオンHYPER            | 日本トリム                     | 2015年4月   |            |                |
| HUMMUS                       | くらこん                       | 2016年      |            |                |
| ドクターショール             | ベルベットスムーズ             | 2017年      |            |                |

### テレビ
- 「金曜プレミアム お客様は知っている！」フジテレビ(2018)
- 「探検バクモン」NHK(2018) 「ダウンタウンなう」フジテレビ(2018)
- 「関ジャニ∞のジャニ勉」関西テレビ(2018)
- 「白熱ライブビビット」TBS(2018)
- 「ちょっとざわつくイメージ調査 もしかしてズレてる？」フジテレビ(2017)
- 「あさイチ」NHK(2017)
- 「SHIHOキレイのヒミツ～おうちヨガ～1・2」act on TV(2016)講師
- 「ぴったんこカンカン」TBS(2016)
- 「ナカイの窓」日本テレビ(2016)
- 「あしたキラリ＋」フジテレビ(2016)
- 「白熱ライブビビット」TBS(2016)
- 「踊る！さんま御殿！！」日本テレビ(2016)
- 「ラストキス」TBS(2016)
- 「千原ジュニアのシュッとしょ！」ABC朝日放送(2014)
- 「未来シアター」コメント　NTV(2014)
- 「いっぷく」TBS(2014)
- 「PON！」NTV(2014)
- 「にじいろジーン～ぐっさんを連れていくならこんなとこ～」KTV(2014)
- 「あの日に帰りたい」TBS(2014)
- 「ノンストップ！」CX(2013)
- 「ヒルナンデス！」NTV(2013)
- 「Woman On The Planet」NTV(2013)
- 「今夜くらべてみました」NTV(2013)
- 「SWITCHインタビュー達人達」NHK Eテレ(2013)
- 「開校!平成美人塾」VTR出演　フジテレビ(2011)
- 「地球の最先端をスクープ!SCOOPER」日本テレビ(2011)
- 「グータンヌーボ」関西テレビ(2010)
- 「メレンゲの気持ち」日本テレビ(2010)
- 「ネプリーグ」フジテレビ(2010) 「A－Studio」TBS(2010)
- 「トップランナー」NHK総合(2008～2010)レギュラー司会
- 「しあわせロハス」BS朝日(2007～2010)レギュラー
- 「MR.BRAIN」TBS(2009)マリコ役 他、多数出演

### ラジオ
- 「SHIHOのリアル・トーク」cross fm(2014年2月～7月 )レギュラー
- 「SHIHO・堅木裕実 シンデレラ☆ボディ」(2013年4月～7月)レギュラー
- 「SHIHOのTUSLプラス」文化放送(2007年11月～2008年3月)レギュラー
- 「SHIHOのNISSANナチュラル・パレット」TOKYO FM・JFN系 (2003年10月～2006年3月)レギュラー

## 書籍
「SELF CARE　セルフケア　40のアンチエイジング法」幻冬舎(2016年11月19日より発売) 「SHIHO loves YOGA ～おうちヨガ～」エムオン・エンターテインメント(2016) 「SHIHO AND GREAT CREATORS」宝島社(2014) 「TRINITY-SLIM“全身やせ”ストレッチ」SDP(2012) 「SHIHO’s Beauty Theory」SDP(2011) 「やせトレ ～SHIHO SECRET METHOD」集英社(2010) 「おうちヨガ SHIHO meets YOGA」ソニーマガジンズ(2008) 「ビューティ トーク」扶桑社(2007) 「ハローキティのスタンプヴィレッジ」全5巻(2007)ナレーション 「WHO AM I? WHAT AM I?」マガジンハウス(2006) 「3分間トレーニング method by adidas/performance:SHIHO 」(DVD) マガジンハウス(2006) 「SHIHOトレ」マガジンハウス(2005) 「MODEL DAYS 2005 SHIHO」ソニーマガジンズ(2004) 「model;SHIHO Island Days」(DVD) ポニーキャニオン(2004) 「MODEL DAYS 2004 SHIHO」ソニーマガジンズ(2003) 「DVD・model;Shiho」(DVD) ポニーキャニオン(2003) 「ALL HAPPEN IS GOOD!」小学館(2002) 「model;Shiho」ソニーマガジンズ(2002) 「LOVE&PEACE 」(DVD) フューチャービジョンプロデュース(2002) 「SHIHOスタイル-ハッピーでおしゃれな女性になる52の秘訣」ソニーマガジンズ(2004/中谷彰宏著) 「SHIHO生き方のモデルになろう-ファッションリーダーになる52の法則」総合令(2001/中谷彰宏著)写真集

### 掲載雑誌
Marisol レギュラー Otona MUSE anan / and GIRL / AneCan / ar / BAILA / BOAO / BRIDES wedding / CLASSY / CREA / DAZZLE / Domani / ef / ELLE / ELLE DECO / ELLE girl / ELLE Japon / ELLE marigage / falo / FIGARO Japon / FRaU / FUDGE / Gina / GINGER / GINZA / GLITTER / GLAMOROUS / GQ Japan / GOLD / HAPPER’S BAZAAR / HERS / In Red / impression / Jewelry / JILLE / JJ / LEE / LEON / LOOK!s / LUCi / mamagirl / MAMA MALIA / MAQUIA / Mgirl spin off / mina / MORE / nina’s / non-no / Numero TOKYO / Oggi / Oceans / Precious / Regina / Regina PREMIUM / Ready GO / REINA / RUNA / Safari / SAKURA / SENSE  / STORY / SPUR / Sweet / Uomo /VERY / ViVi / VOGUE girl / VOGUE Japan / with / WWD JAPAN / WWDマガジン / 瑞麗 伊人風尚 / 結婚賛歌 / 美ST / 美人百花 / ジゼル / プチセブン / マリ・クレール / ミセス / 25ans Bicycle / ひよこクラブ

### 関連書籍
- SHIHOスタイル-ハッピーでおしゃれな女性になる52の秘訣(2004年5月、ソニー・マガジンズ、中谷彰宏著)ISBN 4-7897-2270-8

## 受賞
- COTTON USAアワード(2012年) - Mrs.COTTON USA
- Barbie Award 2003 受賞 第16回日本メガネベストドレッサー賞　特別賞部門(2003) 第46回日本ファッション・エディターズ・クラブ(FEC)賞・特別賞受賞(2002)Fitbit アンバサダー(2016.5～11) アロマ親善大使(2008) adidas スポーツミューズ(2005～2011)草津BOOSTERS(2014～) NPO法人　ONENESS project 代表理事